# Sophie Bocquillon
Pour les articles homonymes, voir Bocquillon.
Sophie Bocquillon, née à Paris le 2 janvier 1965 est une auteure française pour la télévision, le théâtre, la radio et l'édition. 
Elle a obtenu le Prix Radio SACD 2020 et a été élue déléguée radio de cette même institution (Société des auteurs compositeurs dramatiques) en juin 2020.

## Biographie
Après des études de Langues Étrangères Appliquées (anglais et russe) à la Sorbonne et un Magistère de Relations Internationales à Paris I, elle se lance dans une carrière d'auteure en participant à des concours des nouvelles, où elle est chaque fois lauréate. 
En 2002, elle tente le concours de fictions radiophoniques France Culture/Beaumarchais. Sa pièce Le Cirque bleu a le blues n'est pas gagnante mais est retenue pour être enregistrée et diffusée sous forme d'un feuilleton. Elle tente à nouveau le concours l'année suivante, sur le thème de la correspondance, et est cette fois lauréate avec Le passé est un plat qui ne se mange pas, inspiré du procès Papon. Le texte fait l'objet de deux lectures, l'une au Festival de la correspondance de Grignan (avec Claire Nebout), l'autre au Théâtre du Ring à Avignon. La fiction est par ailleurs diffusée sur France Culture en décembre 2003, avant d'être ensuite créée au théâtre par le metteur en scène et comédien Serge Pauthe. Dès lors, Sophie Bocquillon écrit régulièrement des pièces radiophoniques tant pour France Culture que pour France Inter. Son adaptation sous forme de feuilleton de Millenium de Stieg Larsson (tome 1 diffusé en mars 2011), réalisée par François Christophe, connaît un succès notable.
En parallèle, elle travaille en tant que scénariste pour des séries télévisées : Filles à papas, Heidi, Plus Belle la Vie, et enfin Un village français, dont elle intègre l'équipe de scénaristes à la fin 2012, pour les saisons 5, 6 et 7.
En dehors de cette activité, elle écrit plusieurs biographies pour les éditions Wartberg et Elytis.
Elle a aussi été productrice d'un Sur les Docks pour France Culture, consacré à l'artiste ariégeois Claudius de Cap Blanc.
Depuis 2018, elle est scénariste pour des documentaires télévisés.
Sur un plan personnel, elle est tromboniste dans l'orchestre symphonique amateur Les Concerts d'Athalie, dirigés par Léonard Ganvert.

## Fictions radiophoniques
- 2020 : Millenium III, de Stieg Larsson (adaptation). France Culture, 10 × 25 min. Réalisation Sophie-Aude Picon
- 2012 : Millenium II, de Stieg Larsson (adaptation). France Culture, 15 × 25 min. Réalisation François Christophe
- 2011 : Millenium I, de Stieg Larsson (adaptation). France Culture, 15 × 25 min. Réalisation François Christophe
- 2009 : Le Matou Zalem, France Culture (Enfantines). Réalisation Myron Meerson[6]
- 2008 : Il ne faut pas croire aux écrevisses, fussent-elles américaines. France Inter (Nuits Noires, Nuits Blanches)
- 2008 : La Petite jupe rouge. France Inter (Nuits Noires, Nuits Blanches). Réalisation Anne Lemaître
- 2007 : Poison d'Avril. France Culture. Avec Sophie Broustal. Réalisation Christine Bernard-Sugy
- 2005 : Les Nouvelles Confessions, de William Boyd (adaptation). France Culture, 20 × 25 min. Avec Vernon Dobtcheff. Réalisation Jean-Matthieu Zahnd
- 2004 : Un Petit noir pour un drap blanc. France Culture. Réalisation Jean-Matthieu Zahnd
- 2004 : La Maison de fer. France Culture
- 2003 : Le Passé est un plat qui ne se mange pas. France Culture. Réalisation Myron Meerson
- 2002 : Le Cirque bleu a le blues. France Culture, 5 × 25 min. Avec Jean-Pierre Kalfon. Réalisation Myron Meerson

## Télévision
- 2019 : Apollo 11 : retour vers la lune, documentaire de 90' pour France 2 (Grand Angle Productions), diffusion juillet 2019. Co-écrit avec Charles-Antoine de Rouvre.
- 2012-2015 : Un village français, Tétramédia Fictions, participation à l'atelier d'écriture de la saison 6 sous la direction de Frédéric Krivine. Dialoguiste sur l'épisode 48 de la saison 5 (Un Sens au monde), séquenciers épisodes 51 (La Corde) et 57 (Le Crépuscule avant la nuit) de la saison 6[7]. Diffusion France 3
- 2010-2011 : Plus Belle la Vie, Telfrance Série, dialoguiste. Diffusion France 3
- 2008 : Heidi, Dune Productions. Scénario et dialogues. Diffusion France 2
- 1995 : Filles à Papas, Dune Productions. Scénario et dialogues. Diffusion M6

## Cinéma
- 2019 : Back to the Moon, version cinématographique du documentaire Apollo 11 : retour vers la lune, sortie en salles juillet 2019.

## Théâtre
- 2019 : Khamisoles, adaptation au théâtre du roman de Ghislaine Chraibi L'Etreinte des chenilles (commande).
- 2019 : Zero Rezo, pièce pour les lycéens sur le thème des dangers des réseaux sociaux (commande).
- 2006 : Le Passé est un plat qui ne se mange pas[8]. Création théâtrale de la pièce radiophonique par Serge Pauthe. Représentations au Théâtre du Ring d'Avignon, au festival Nyons en Scène et à Buis-les-Baronnies.